# Annie, agent très spécial
Annie, agent très spécial (The Girl from U.N.C.L.E.) est une série télévisée américaine en 29 épisodes de 50 minutes, créée par Sam Rolfe et diffusée entre le 13 septembre 1966 et le 11 avril 1967 sur le réseau NBC.
En France, la série a été diffusée à partir du 26 janvier 1969 sur la deuxième chaîne de l'ORTF. Rediffusion entre 2000 et juillet 2002 sur AB1 et sur Série club ; et au Québec à partir du 5 juin 1973 sur le réseau TVA.

## Synopsis
Cette série parodique, dérivée des Agents très spéciaux, met en scène les aventures d'une jeune espionne au service de l'organisation U.N.C.L.E.

Stefanie Powers et Noel Harrison sur le plateau de The Girl from U.N.C.L.E..

## Distribution
- Stefanie Powers (VF : Michèle Montel [doublage ORTF] puis Michèle André) : Annie (April en VO) Dancer
- Noel Harrison (VF : Daniel Gall) : Mark Slate
- Leo G. Carroll (VF : Robert Le Béal) : Alexander Waverly
- Randy Kirby : Randy Kovacs (7 épisodes)

## Épisodes
1. Une affaire de chien (The Dog Gone Affair)
2. Aux mains de Zalamar (The Prisoner of Zalamar Affair)
3. Opération penny (The Mother Muffin Affair)
4. Sur les bords de la Tamise (The Mata Hari Affair)
5. L'Affaire de l'unité Montori (The Montori Device Affair)
6. Toros et Christeras (The Horns of the Dilemma Affair)
7. Plus fort que le roquefort (The Danish Blue Affair)
8. L'Affaire du jardin du mal (The Garden of Evil Affair)
9. La Nouvelle Atlantide (The Atlantis Affair)
10. Le Paradis Perdu (The Paradise Lost Affair)
11. Dans les griffes de l'aigle (The Lethal Eagle Affair)
12. Intrigue au petit cirque (The Romany Lie Affair)
13. Petit John Doe (The Little John Doe Affair)
14. Les Diamants de Topango (The Jewels of Topango Affair)
15. Docteur Faust (The Faustus Affair)
16. L'Affaire des O.V.N.I. (The U.F.O. Affair)
17. Tilt et boum (The Moulin Ruse Affair)
18. L'Affaire des catacombes (The Catacomb Affair)
19. La Poupée bulgare (The Drublegratz Affair)
20. La Fontaine de jouvence (The Fountain of Youth Affair)
21. Le Mystère des Carpates (The Carpathian Caper Affair)
22. Course dans la vallée de la mort (The Furnace Flats Affair)
23. Duchesse ou salutiste (The Low Blue C Affair)
24. Faites-leur un prix (The Petit Prix Affair)
25. Une fameuse partie de poker (The Phi Beta Killer Affair)
26. La Montre explosive (The Double-O-Nothing Affair)
27. L'affaire du Samouraï (The U.N.C.L.E. Samurai Affair)
28. Les Oiseaux de la mort (The High and Deadly Affair)
29. L'Affaire Kooky Spook  (The Kooky Spook Affair)

## Adaptation en comics
En janvier 1967, l'éditeur de comics Gold Key publie le premier numéro d'un comics adaptant la série et reprenant le titre The Girl from U.N.C.L.E.. Comme la série cesse après 22 épisodes, le comics fait de même et s'arrête après cinq numéros. Le scénariste est le même sur ces cinq numéros mais les dessinateurs changent.
# 1 (Janvier 1967) 

(Scénario : Paul S. Newman / Dessin : Al McWilliams)
- The Fatal Accident Affair -32 planches

# 2 (Avril 1967)

Scénario : Paul S. Newman / Dessin : Bill Lignante)
- The Kid Commandos Caper (Part I) -14 planches
- The Final Attack (Part II) -12 planches

# 3 (Juin 1967)

(Scénario : Paul S. Newman / Dessin : Frank Bolle)
- The Captain Kidd Affair (act I) : A Ship Off the Old Dock -14 planches
- The Captain Kidd Affair (act II) : A Creep in the Deep -12 planches

# 4 (Août 1967)

(Scénario : Paul S. Newman / Dessin : Bill Lignante)
- The One Way Tourist Affair (Part I): The mis-guided Guide -14 planches
- The One Way Tourist Affair (Part II): Caper in the Castle -12 planches

# 5 (Octobre 1967)

(Scénario : Paul S. Newman / Dessin : Bill Lignante)
- The Harem Scarem Affair (Part I) : The Camels Are Coming -9 planches
- The Harem Scarem Affair (Act II) : The Slick Oil Plot -12 planches